# مجرای زیرزبانی
مجرای زیرزبانی یا کانال هیپوگلوسال (hypoglossal canal) سوراخی در استخوان پس‌سری جمجمه است. این مجرا در داخل و بالاتر از هر کدام از لقمه‌های (کُندیل‌های) پس‌سری (اکسیپیتال) پنهان است. این مجرا عصب زیرزبانی را منتقل می‌کند.
مجرای زیرزبانی در مرحله جنینی رشد در پستانداران تشکیل می‌شود.

## ساختار
مجرای زیرزبانی در محل اتصال سر استخوان (اپی‌فیزیال) بین بخش قاعده‌ای استخوان پس‌سری (بازیوکسیپوت) و زائده وِداجی (ژوگولار) استخوان پس‌سری قرار دارد.

### انواع
گونه‌های متفاوت جنینی گاهی سبب وجود بیش از دو مجرای زیرزبانی در زمان تشکیل استخوان پس‌سری می‌شود.

## کارکرد
مجرای زیرزبانی، عصب زیرزبانی (هیپوگلوسال) را از نقطه ورودش در نزدیکی بصل النخاع به خروجی آن از قاعده جمجمه نزدیک سوراخ ژوگولار منتقل می‌کند.

## اهمیت بالینی
مطالعه مجرای زیرزبانی به تشخیص انواع تومورهای موجود در قاعده جمجمه کمک می‌کند، از جمله: نئوپلاسم‌های بزرگ گلوموس ژوگولار، میلوما و مننژیومای گهگاهی. مطالعات مجرای زیرزبانی بیشتر برای پیشبرد فنون حفاری ایمن برای انجام جراحی در آن ناحیه از مغز صورت می‌گیرد.

## پژوهش
اخیراً از مجرای زیرزبانی برای تعیین قدمت قدرت گفتار انسان استفاده شده‌است. پژوهشگران دریافته‌اند که انسان‌وارها که ۲ میلیون سال پیش زندگی می‌کردند، مجرایی به اندازه مجرای زیرزبانی شامپانزه‌های امروزی داشتند؛ بنابراین برخی از دانشمندان تصور می‌کنند که آنها قادر به تکلم نبوده‌اند. با این حال، انسان هوشمند باستانی ۴۰۰ هزار سال پیش مجرایی به اندازه مجرای زیرزبانی انسان امروزی داشت، بدین معنی که می‌توانسته‌اند توانایی تکلم داشته باشند. برخی از نئاندرتال‌ها هم مجرایی زیرزبانی به اندازه مجرای زیرزبانی باستانی انسان هوشمند داشتند. با این حال، مطالعات اخیر که شامل چندین گونه از پستانداران می‌شود، نتوانسته‌است شواهد قطعی در مورد رابطه بین اندازه و گفتار آن بیابد.

## نگاره‌ها

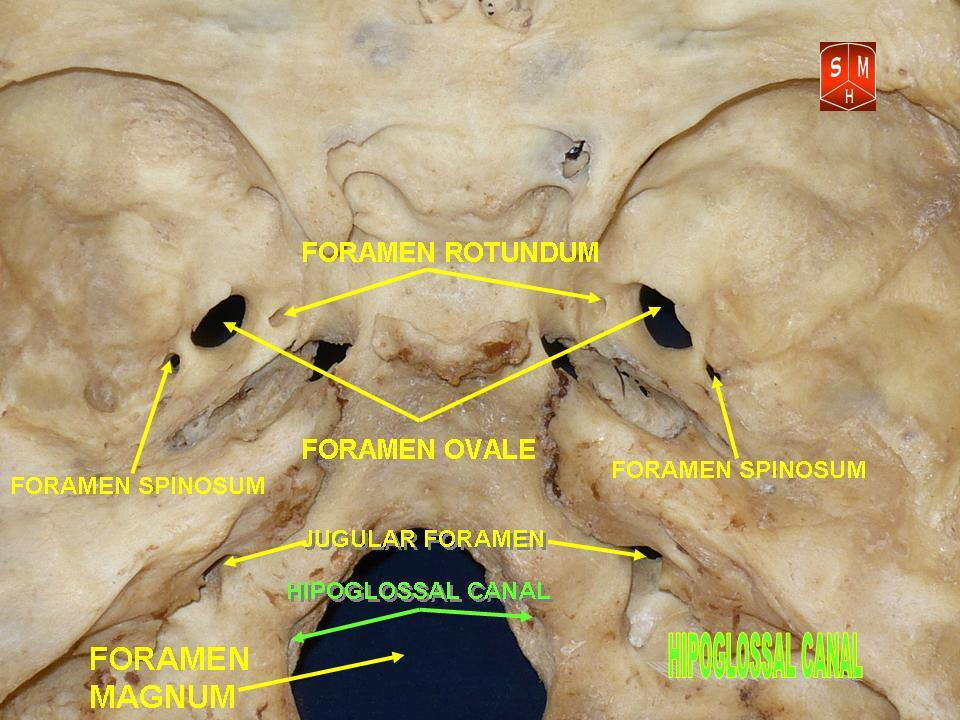
مجرای زیرزبانی
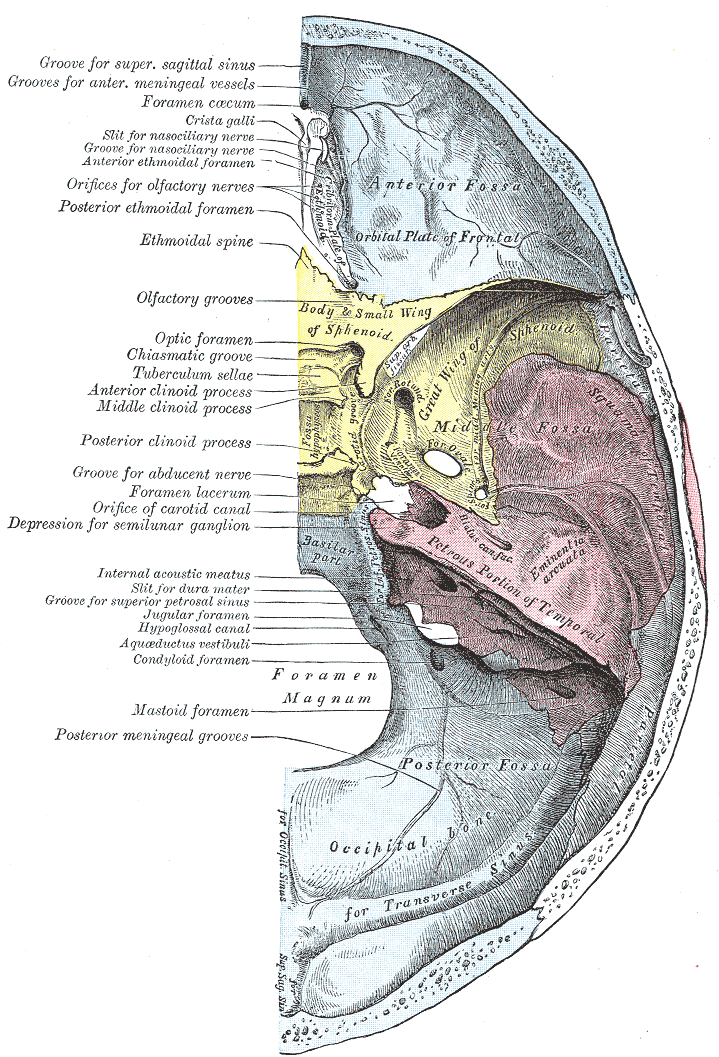
پایه جمجمه. سطح بالایی.
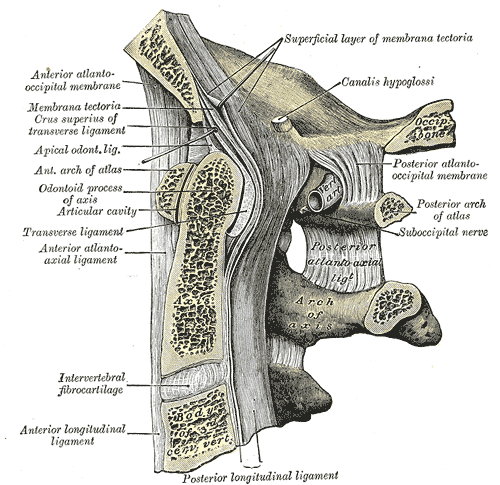
بخش پیکانی (ساژیتال) میانی از طریق استخوان پس‌سری و سه مهره اول گردنی.